# Выры (гмина)
Выры (пол. Wyry) — сельская гмина (волость) в Польше, входит как административная единица в Миколувский повет, Силезское воеводство. Население — 6249 человек (на 2004 год).

## Демография
| Перепись                       | Всего   | Всего | Женщины | Женщины | Мужчины | Мужчины |
| ------------------------------ | ------- | ----- | ------- | ------- | ------- | ------- |
| Единицы                        | человек | %     | человек | %       | человек | %       |
| Население                      | 6249    | 100   | 3182    | 50,9    | 3067    | 49,1    |
| Плотность населения (чел./км²) | 181,4   | 181,4 | 92,4    | 92,4    | 89      | 89      |

## Соседние гмины
1. Гмина Кобюр
2. Лазиска-Гурне
3. Миколув
4. Ожеше
5. Тыхы